# Premier League Malti 1926-1927
Il campionato era formato da sole quattro squadre e il Floriana vinse il titolo.

## Classifica finale
| Pos. | Squadra           | G | V | N | P | GF | GS | Punti |
| ---- | ----------------- | - | - | - | - | -- | -- | ----- |
| 1    | Floriana          | 3 | 2 | 1 | 0 | 3  | 1  | 5     |
| 2    | Sliema Wanderers  | 3 | 1 | 1 | 1 | 3  | 2  | 3     |
| 3    | St. George's F.C. | 3 | 0 | 2 | 1 | 1  | 2  | 2     |
| 4    | Valletta Rovers   | 3 | 0 | 2 | 1 | 1  | 3  | 2     |